# أكوافريدا
اكوافريدا هي كومونا تقع في مقاطعة بريشيا في لومباردي شمال إيطاليا.

## وصلات خارجية
- الموقع الرسمي

مقاطعة بريشا